# Arquitectura efímera

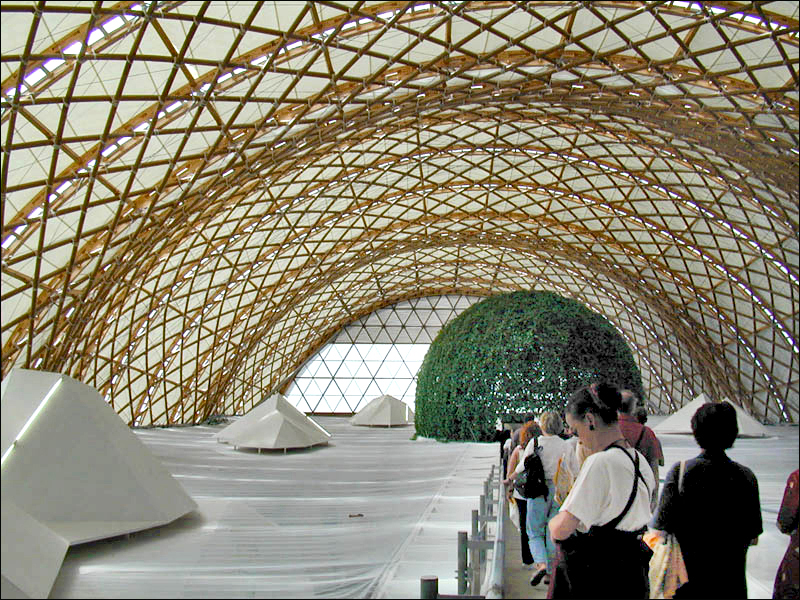
Pabellón de Japón de la Exposición Universal de 2000 en Hanover, diseñado por Shigeru Ban, uno de los arquitectos del Centro Pompidou

Se conoce como arquitectura efímera aquel arte o técnica de proyectar y construir edificios que son pasajeros, que duran poco. Lo efímero ha sido una constante en la historia de la arquitectura, si bien hay que distinguir entre las construcciones concebidas para un uso temporal y las que, pese a ser realizadas pensando en su durabilidad, presentan una breve caducidad debido a diversos factores, especialmente la poca calidad de los materiales (madera, adobe, yeso, cartón, textiles), en culturas que no habrían desarrollado suficientemente sistemas sólidos de construcción.
La arquitectura efímera se utilizaba habitualmente para celebraciones y fiestas de todo tipo, como escenografía o decorado para un acto concreto, que se desmontaba después de efectuado este. Existe desde el arte antiguo (está en el origen de formas como el arco de triunfo, cuyo modelo efímero se fijó en construcciones permanentes durante el Imperio romano); y fue muy usual en las cortes europeas durante el Renacimiento y sobre todo en el Barroco.
Pese a su carácter circunstancial, la efímera ha sido una arquitectura recurrente y relevante. Desde las escenografías barrocas hasta las instalaciones contemporáneas, en lo efímero cada época ha dado forma a su idea de celebración, y la ha materializado con la técnica disponible en ese momento. Hoy lo efímero sigue cumpliendo con estas funciones lúdicas y experimentales, pero también aspira a canalizar las nuevas ideas sobre el espacio público y la participación social, a medio camino entre la ciudad y la naturaleza.

## Clasificación
En el contexto social, existen diversos modos de incluir la arquitectura efímera: para eventos concretos (arquitectura efímera tradicional), como modo de vida (arquitectura nómada), como requisito de una sociedad que venera el cambio (arquitectura obsolescente); como necesidad (arquitectura de emergencia).

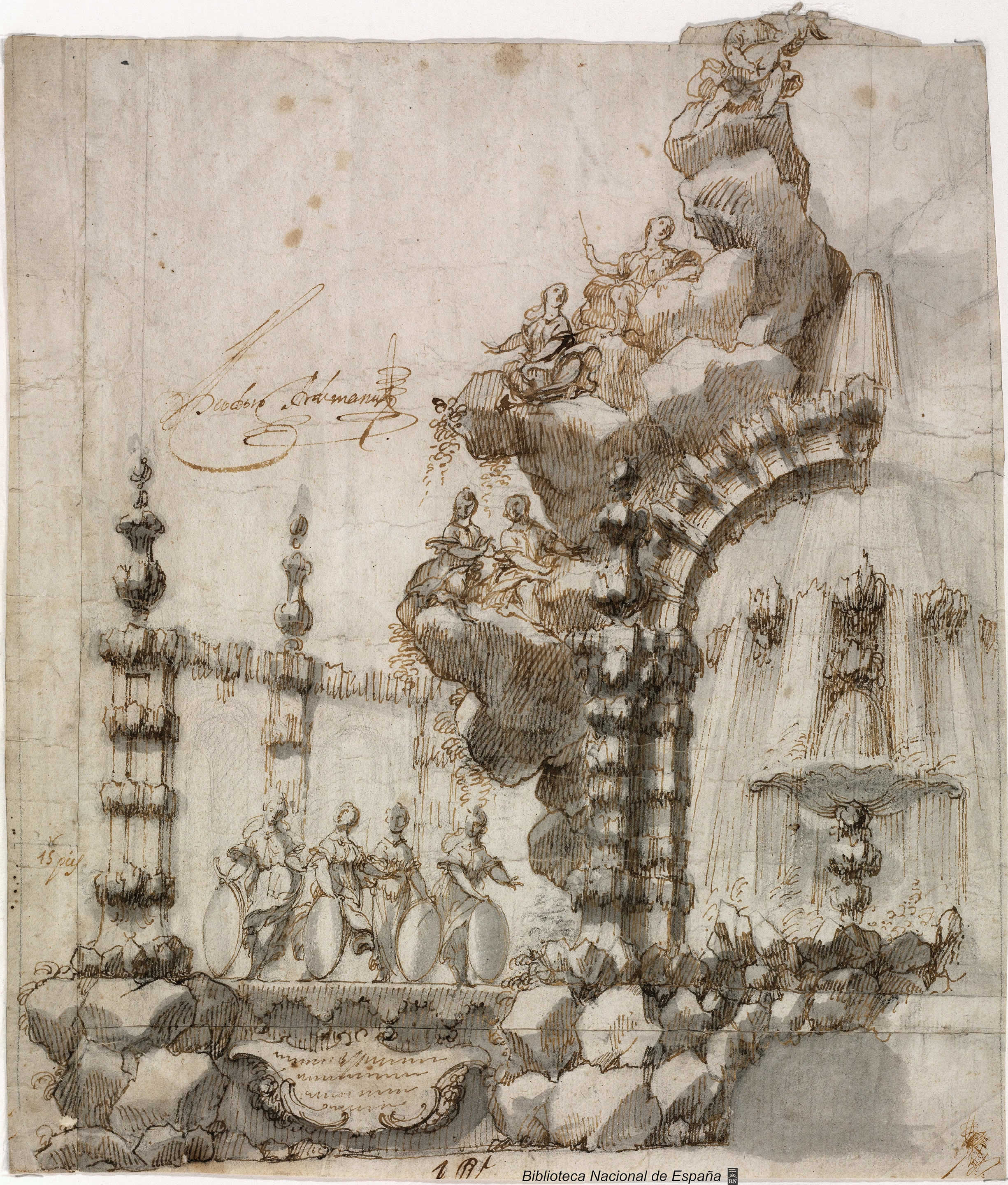
Proyecto de arquitectura efímera para la entrada de Felipe V en Madrid (18 de febrero de 1701), de Teodoro Ardemans.

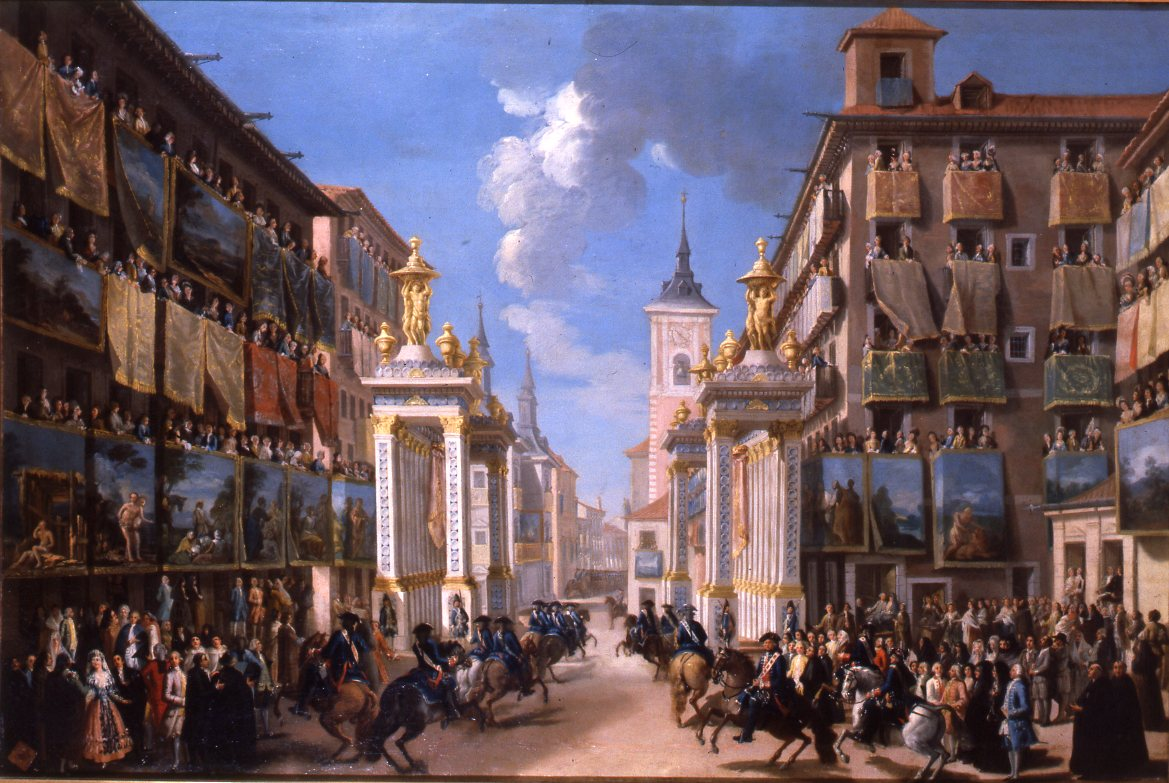
Ornatos en la calle Platería con motivo de la entrada de Carlos III en Madrid, de Lorenzo Quirós, 1760.

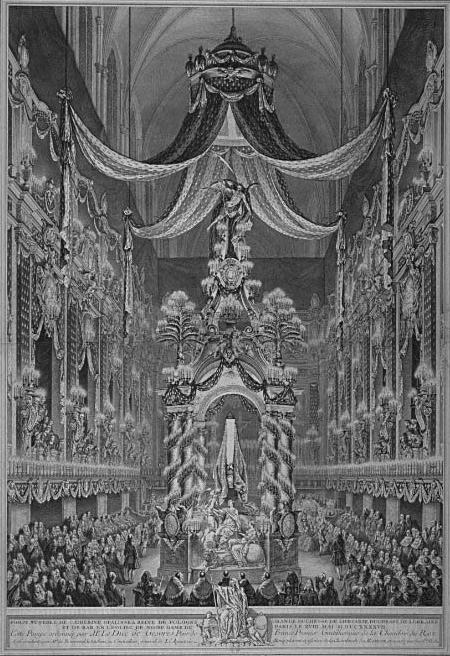
Ceremonia funeraria en honor de Catalina Opalińska, suegra de Luis XV de Francia, celebrada en 1747 en la Catedral de Notre Dame de París.

### Arquitectura efímera tradicional
Aquella arquitectura que es efímera por su eventualidad.

#### Edad Antigua
Existen pocos documentos de realizaciones pensadas con una duración efímera, más bien al contrario, tanto la arquitectura egipcia como la griega y romana destacan por su monumentalidad y el afán duradero de sus construcciones, especialmente las religiosas. Las construcciones efímeras se dieron especialmente en ceremonias públicas y celebración de victorias militares, o en fastos relacionados con reyes y emperadores. Así, existe un valioso testimonio de un pabellón levantado por Ptolomeo II de Egipto para celebrar un banquete, relatado por Ateneo: 

Cuatro de las columnas tenían forma de palmeras, mientras que las que estaban en el centro parecían tirsos. Por fuera de las columnas, en tres lados, había un pórtico con un peristilo y techo abovedado, donde podía colocarse el séquito de los invitados. Por dentro, el pabellón estaba rodeado con cortinas purpúreas, salvo los espacios entre las columnas, adornados con pieles de extraordinaria variedad y belleza.
Deipnosophistae, V, 196 y ss.

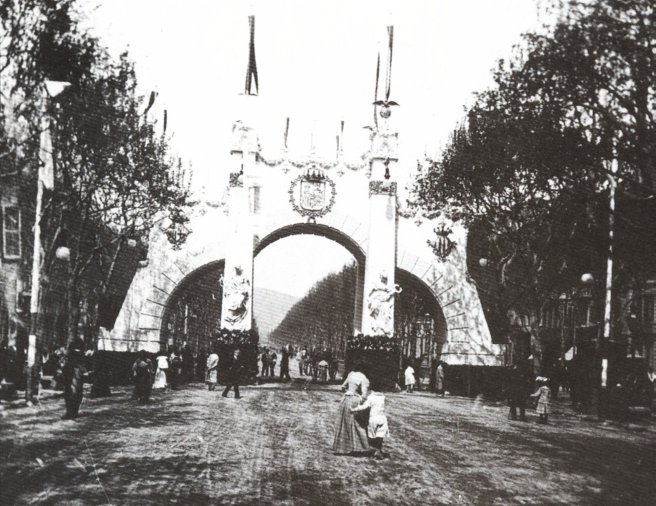
Arco de Triunfo en honor de Alfonso XIII, con motivo de la visita del rey a Barcelona, el 6 de abril de 1904, obra de Enric Sagnier i Villavecchia.

#### Edad Moderna, Renacimiento y Barroco
El esplendor de la arquitectura efímera se produjo en la Edad Moderna, en el Renacimiento y —especialmente— el Barroco, épocas de consolidación de la monarquía absoluta, cuando los monarcas europeos buscaban elevar su figura sobre la de sus súbditos, recurriendo a todo tipo de actos propagandísticos y enaltecedores de su poder, en ceremonias políticas y religiosas o celebraciones de carácter lúdico, que ponían de manifiesto la magnificencia de su gobierno. Uno de los recursos más frecuentes fueron los arcos de triunfo, erigidos para cualquier acto como celebraciones militares, bodas reales o visitas del monarca a diversas ciudades: existen varios testimonios al respecto, como el arco triunfal en la Porte Saint-Denis para la entrada de Enrique II en París en 1549, el arco en el Pont Nôtre-Dame para la entrada de Carlos IX en París en 1571, el arco de triunfo de Maximiliano I diseñado por Durero en 1513, el arco triunfal para la entrada de Carlos V en Brujas en 1515, el arco para la entrada del príncipe Felipe (futuro Felipe II de España) en Gante en 1549, etc.
Durante el Barroco, el carácter ornamental, artificioso y recargado del arte de este tiempo traslucía un sentido vital transitorio, relacionado con el memento mori, el valor efímero de las riquezas frente a la inevitabilidad de la muerte, en paralelo al género pictórico de las vanitas. Este sentimiento llevó a valorar de forma vitalista la fugacidad del instante, a disfrutar de los leves momentos de esparcimiento que otorga la vida, o de las celebraciones y actos solemnes. Así, los nacimientos, bodas, defunciones, actos religiosos, o las coronaciones reales y demás actos lúdicos o ceremoniales, se revestían de una pompa y una artificiosidad de carácter escenográfico, donde se elaboraban grandes montajes que aglutinaban arquitectura y decorados para proporcionar una magnificencia elocuente a cualquier celebración, que se convertía en un espectáculo de carácter casi catártico, donde cobraba especial relevancia el elemento ilusorio, la atenuación de la frontera entre realidad y fantasía.
El arte barroco buscaba la creación de una realidad alternativa a través de la ficción y la ilusión, recurriendo al escorzo y la perspectiva ilusionista, tendencia que tuvo su máxima expresión en la fiesta, la celebración lúdica, donde edificios como iglesias o palacios, o bien un barrio o una ciudad entera, se convertían en teatros de la vida, en escenarios donde se mezclaba la realidad y la ilusión, donde los sentidos se subvertían al engaño y el artificio. Especial protagonismo tuvo la Iglesia contrarreformista, que buscaba con la pompa y el boato mostrar su superioridad sobre las iglesias protestantes, a través de actos como misas solemnes, canonizaciones, jubileos, procesiones o investiduras papales. Pero igual de fastuosas eran las celebraciones de la monarquía y la aristocracia, con eventos como coronaciones, bodas y nacimientos reales, funerales, visitas de embajadores, cualquier acontecimiento que permitiese al monarca desplegar su poder para admirar al pueblo. Las fiestas barrocas suponían una conjugación de todas las artes, desde la arquitectura y las artes plásticas hasta la poesía, la música, la danza, el teatro, la pirotecnia, arreglos florales, juegos de agua, etc. Arquitectos como Bernini o Pietro da Cortona, o Alonso Cano y Sebastián Herrera Barnuevo en España, aportaron su talento a tales eventos, diseñando estructuras, coreografías, iluminaciones y demás elementos, que a menudo les servían como campo de pruebas para futuras realizaciones más serias: así, el baldaquino para la canonización de Santa Isabel de Portugal sirvió a Bernini para su futuro diseño del baldaquino de San Pedro, y el quarantore (teatro sacro de los jesuitas) de Carlo Rainaldi fue una maqueta de la iglesia de Santa Maria in Campitelli.

#### Edad Contemporánea

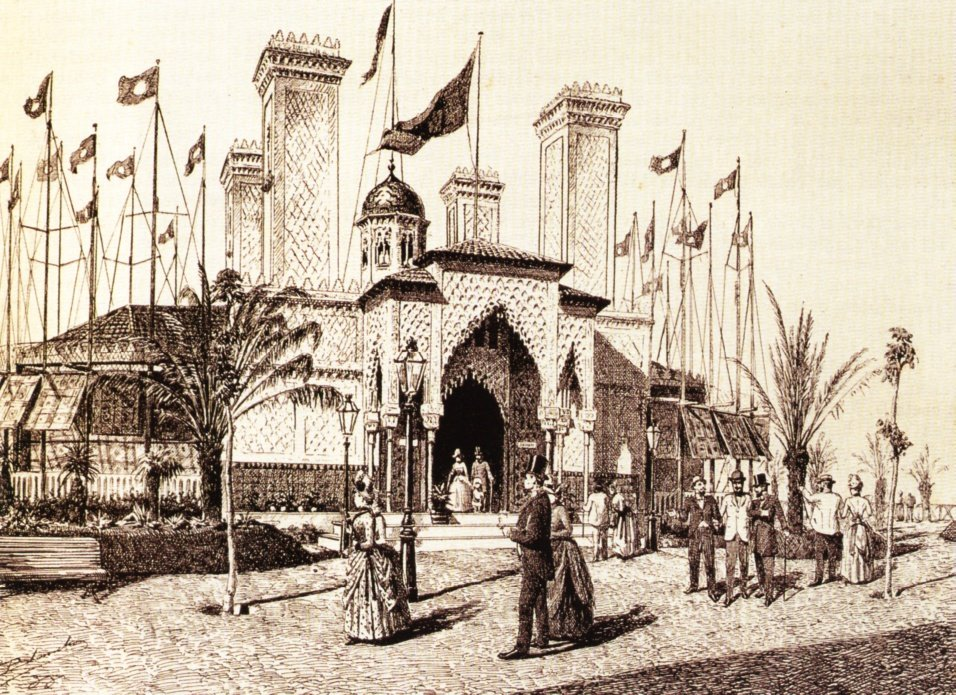
Pabellón de la Compañía Trasatlántica, obra de Antoni Gaudí para la Exposición Universal de Barcelona (1888).

En la Edad Contemporánea es de destacar el fenómeno de las exposiciones universales, ferias de muestras realizadas en ciudades de todo el mundo que mostraban los adelantos científicos, tecnológicos y culturales a la población, y que se convertían en auténticos espectáculos de masas y en grandes escaparates publicitarios para empresas o países que promocionaban sus productos. Estas exposiciones se realizaban en recintos donde cada país o empresa edificaba un pabellón para promocionarse, que eran edificios o estructuras concebidos de forma efímera para durar tan solo el tiempo que durase la exposición. Sin embargo, muchas de estas construcciones fueron conservadas debido a su éxito o a la originalidad de su diseño, convirtiéndose en un banco de pruebas y de promoción de la obra de numerosos arquitectos. En estas exposiciones se realizaron los primeros experimentos sobre nuevas tipologías y materiales característicos de la arquitectura contemporánea, como la construcción con hormigón, hierro y vidrio, o el importante desarrollo del interiorismo propiciado especialmente por el modernismo. La primera exposición universal tuvo lugar en Londres en 1851, siendo famosa por el Crystal Palace diseñado por Joseph Paxton, un gran palacio de cristal con estructura de hierro, que pese a conservarse fue destruido por un incendio en 1937. A partir de entonces y hasta ahora se han sucedido numerosas exposiciones, muchas de las cuales han revelado grandes realizaciones arquitectónicas, como la de París de 1889, cuando se construyó la Torre Eiffel; la de Barcelona de 1929, que dejó el Pabellón de Alemania de Ludwig Mies van der Rohe; la de Bruselas de 1958, que deparó el Atomium, de André Waterkeyn; la de Seattle de 1962, famosa por el Space Needle; la de Montreal de 1967, con el Pabellón de Estados Unidos en forma de cúpula geodésica, obra de Buckminster Fuller; la de Sevilla de 1992, que legó un parque temático (Isla Mágica) y diversos edificios de oficinas y desarrollo tecnológico (Cartuja 93); o la de Lisboa de 1998, que dejó el Oceanário.

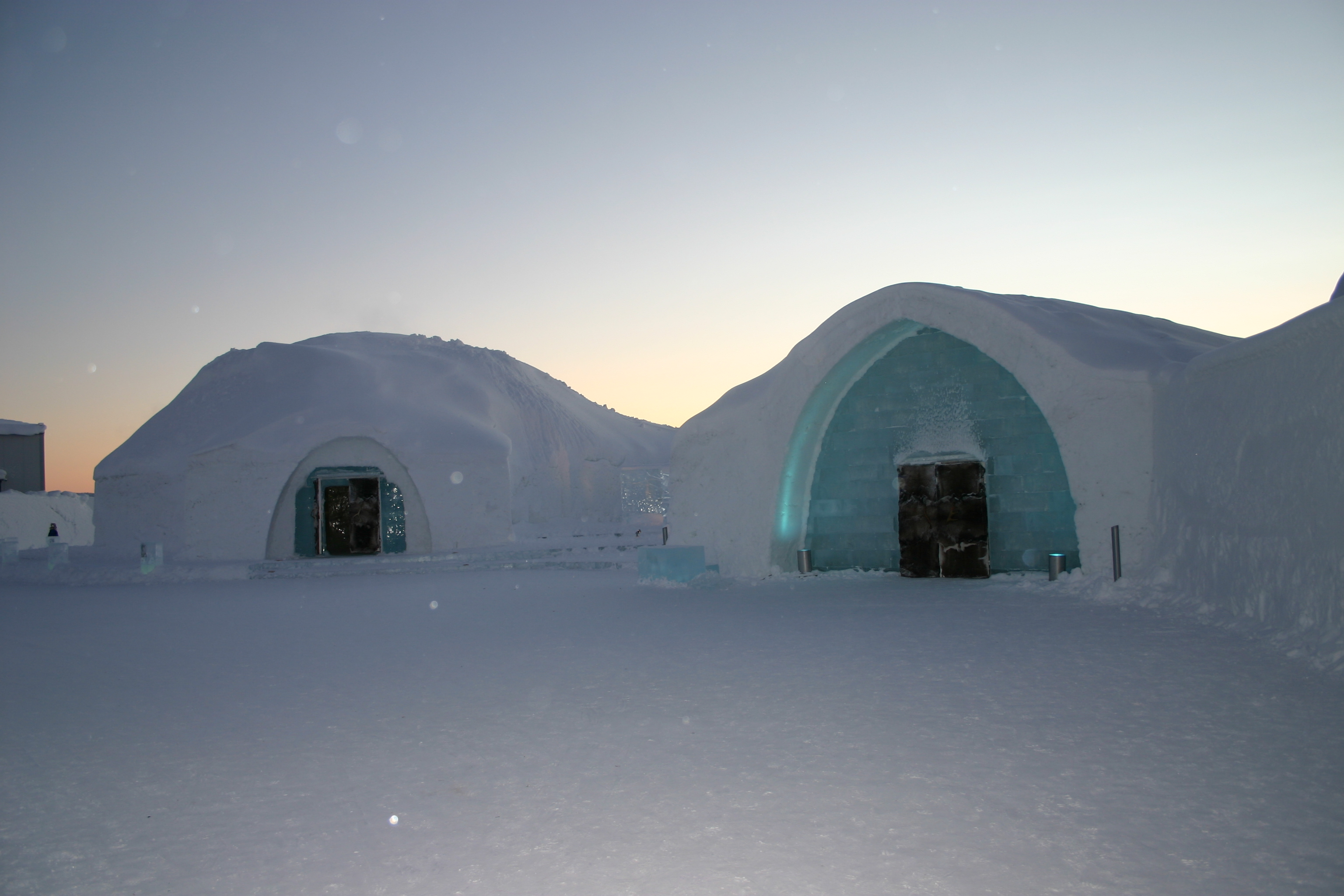
Hotel de hielo de Jukkasjärvi, Suecia.

Por último, cabría mencionar el auge desde mediados del siglo XX de la arquitectura en hielo, especialmente en los países nórdicos —como es lógico dado las especiales circunstancias climáticas que requieren este tipo de construcciones—, donde han empezado a proliferar diversas tipologías de edificaciones en hielo como hoteles, museos, palacios y demás estructuras concebidas por lo general para uso público y con carácter lúdico o cultural. Estas construcciones se basan en estructuras tradicionales como el iglú, la vivienda típica de los esquimales, pero han evolucionado incorporando todos los adelantos teóricos y técnicos de la arquitectura moderna. Entre otras edificaciones realizadas en hielo conviene destacar el Hotel de hielo de Jukkasjärvi, en Suecia, construido en 1990 de forma provisional y mantenido gracias al éxito de la iniciativa, siendo redecorado cada año con la participación de diversos arquitectos, artistas y estudiantes de varias disciplinas.
Excepto en el caso de la arquitectura con hielo, la cual acoge funciones habitualmente reservadas para la arquitectura tradicional y necesita ir conservándose para sobrevivir, los métodos constructivos empleados para este tipo de arquitectura efímera, así como los materiales, no difieren mucho de aquellos usados en la arquitectura tradicional. Esto y el hecho de que las sociedades en la que se desarrollaba era propicia a venerar la monumentalidad, y el éxitode algunas de las construcciones de las exposiciones universales, hicieron que muchos de estos edificios finalmente fueran conservados. En la actualidad, aquella arquitectura que mejor se puede comparar con este tipo de construcciones para eventos, son las exposiciones (en museos, la calle, etc) y las escenografías cinematográficas o teatrales.Cabe mencionar la relación de la arquitectura efímera con la cartografía ciudadana, y su relación con el poder de decisión del usuario, que se convierte en arquitecto de su parte del espacio en algunas ocasiones. Puede suceder que partes concretas de un edificio sean movibles, para configurar un espacio de manera momentánea en el que cada uno puede adaptar las condiciones a las más adecuadas para sí mismo.

### Arquitecturanómada

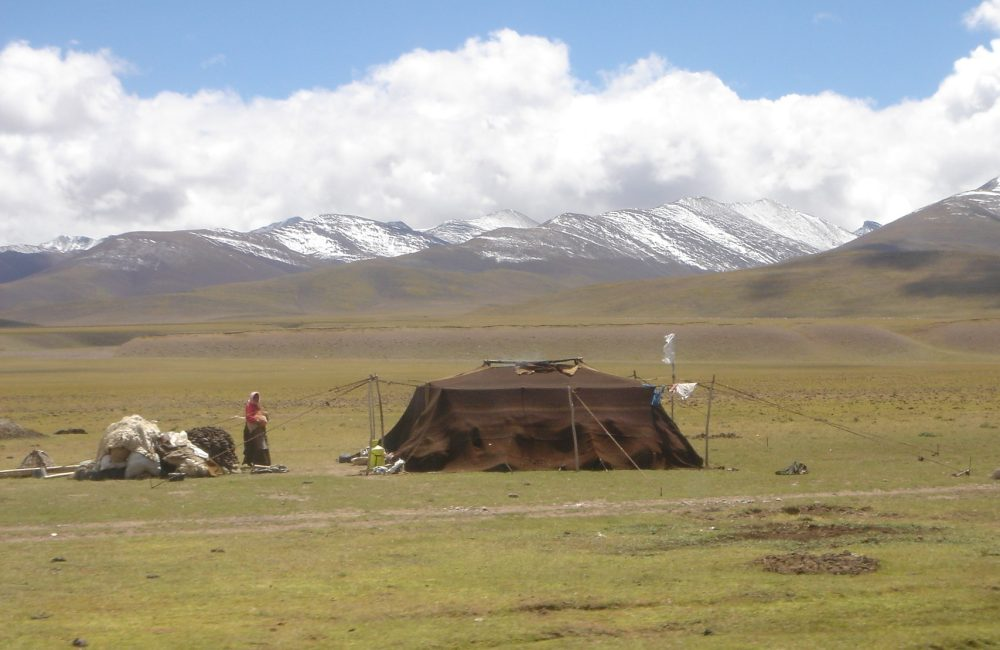
Nómadas cerca del Lago Nam

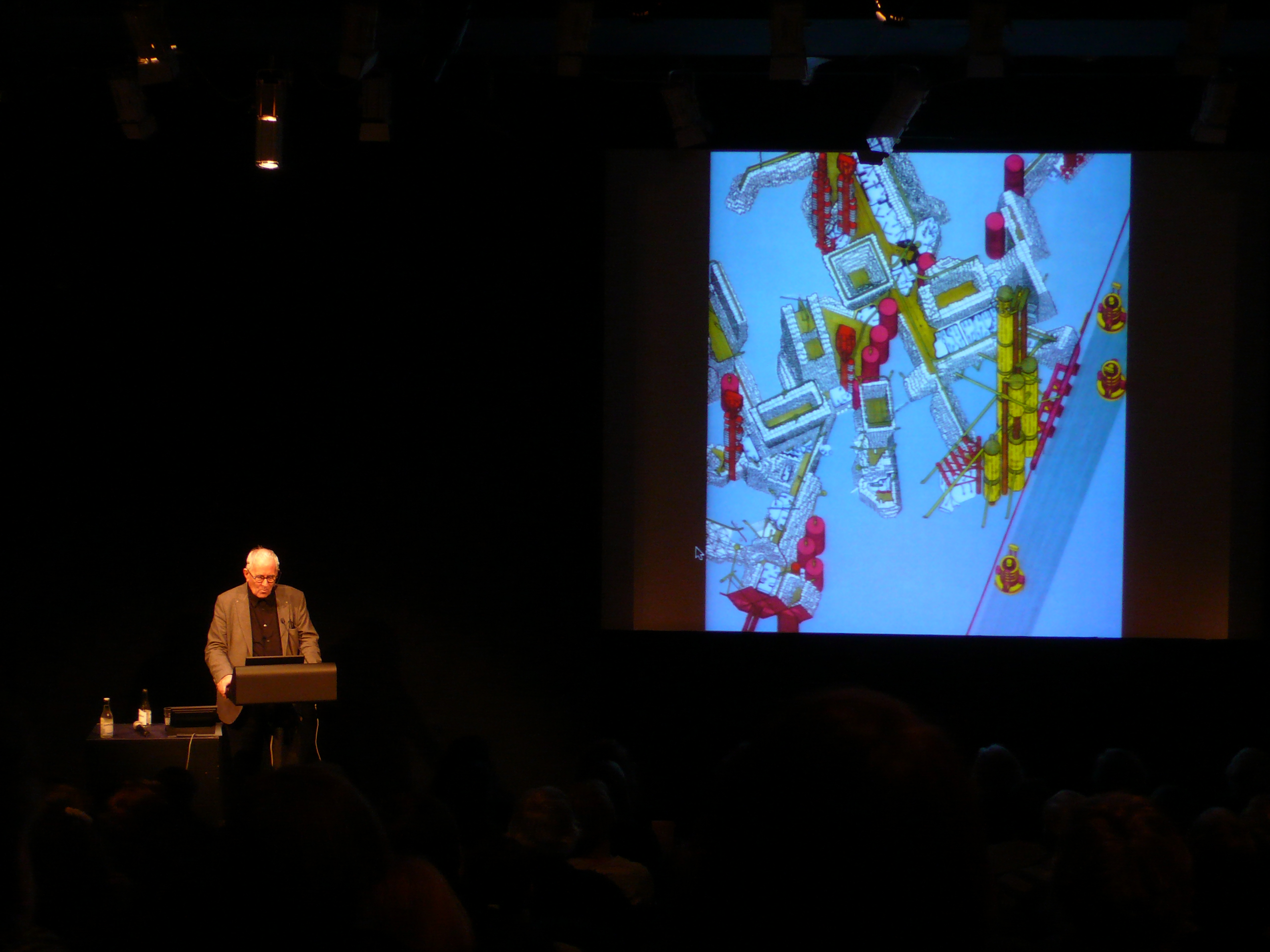
Peter Cook presents Archigram's project of “Plug-in City”

Arquitectura doméstica portátil, aquella que es efímera por su traslacionalidad. La arquitectura, en su origen, nace siendo efímera, y hoy en día ciertas tribus continúan con este estilo de vida. Existen proyectos teóricos que trasladan este concepto a la ciudad, como la New Babylon, desarrollado a partir de 1948 por Constant Nieuwenhuys. Una utopía a escala planetaria, en la que se aboga por el retorno a los orígenes nómadas gracias al perfeccionamiento de la máquina, la cual libra al ser humano de sus tareas (fabricación de alimentos, etc).De esta manera aparece una nueva evolución del ser humano, el homo ludens, que librado de sus ocupaciones puede dedicarse al arte y a la felicidad. Para este logro el mundo debe concebirse desde la libertad de elecciones y por lo tanto de movimientos. 

New Babylon no se detiene en ninguna parte (porque la tierra es redonda); no conoce fronteras (porque ya no hay economías nacionales), ni colectividades (porque la humanidad es fluctuante). Cualquier lugar es accesible a cada uno y a todos. Todo el planeta se convierte en la casa de los habitantes de la tierra. Cada cual cambia de lugar cuando lo desea. La vida es un viaje sin fin a través de un mundo que se transforma con tanta rapidez que cada vez parece diferente.
Constant Nieuwenhuys, Manifiesto para New Babylon, 1974

L'Architecture Mobile (1958) de Yona Friedman y la Plug-in-City (1964) de Archigram son también ejemplos del planteamiento de megaestructuras que acojen este tipo de ciudades utópicas. Se cierra el ciclo. Si el ser humano se hace sedentario porque descubre los beneficios del cultivo, pasados milenios las máquinas le libran de tal quehacer, por lo que puede volver a meter su casa en la mochila y recorrer el mundo.

### Arquitecturaobsolescente
.

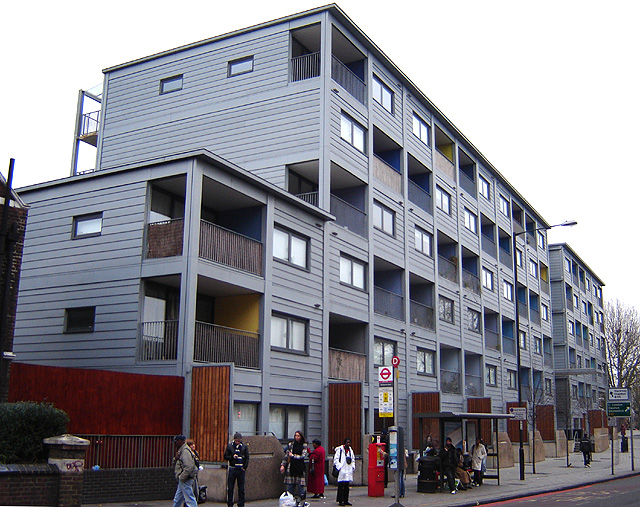
Edificio Raines court, símbolo de la arquitectura industrial, en Stoke Newington, Londres

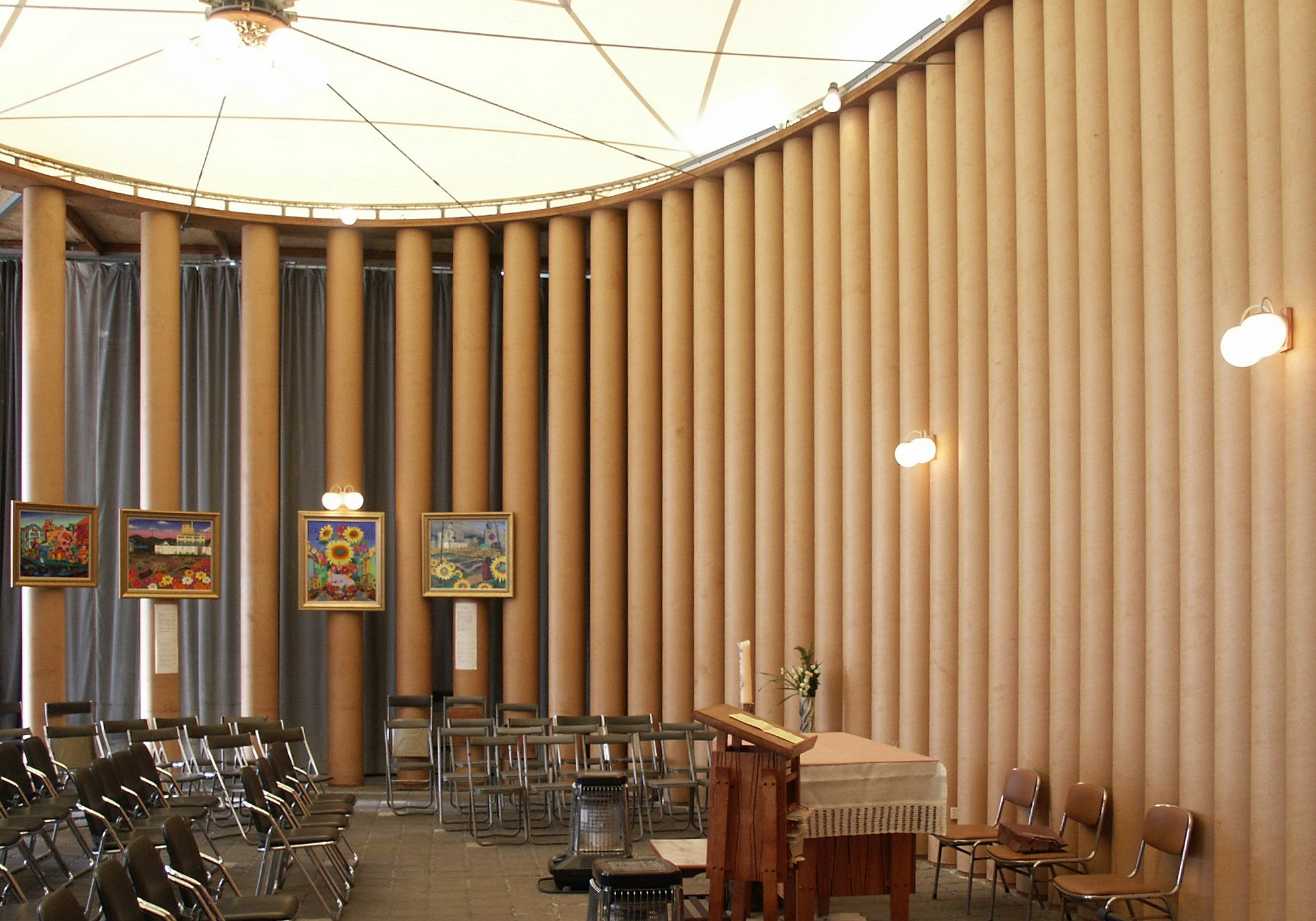
Iglesia católica de Takatori, la estructura está realizada con tubos de cartón. La iglesia fue inicialmente construida en Kōbe después del Gran terremoto de Hanshin-Awaji en 1995. Aunque posteriormente fue desmantelada y donada a Taiwán para su reconstrucción en el año 2008.

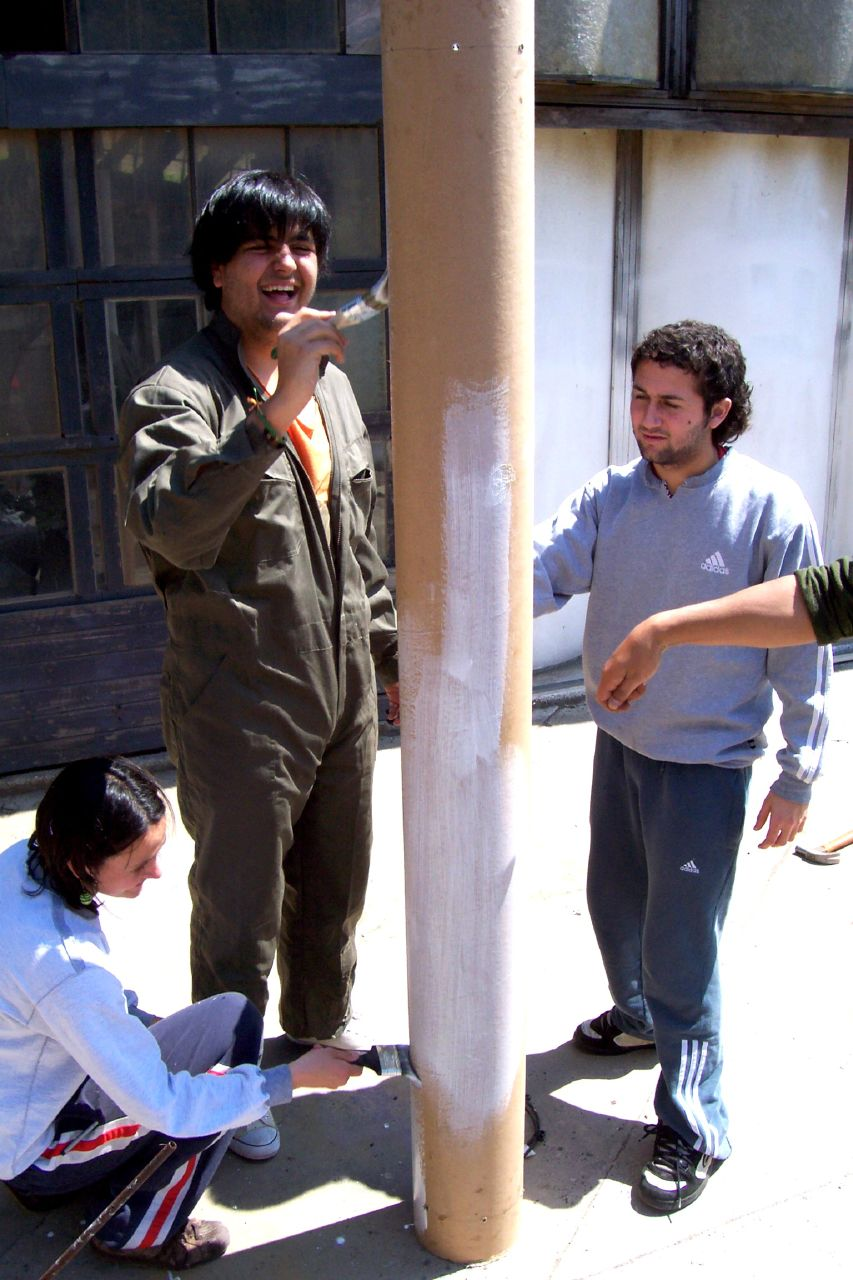
Trabajando en la Ciudad abierta de Ritoque, Chile.

Arquitectura que es efímera por su temporalidad. Tipos arquitectónicos que hasta ahora siempre habían sido concebidos para permanecer, como la casa, se piensan ahora para poder ser desmembrados y sus piezas reutilizadas. Es la herencia de la sociedad industrial que nos permite una arquitectura de viviendas prefabricadas.Tal y como expone Sigfried Giedion en el I Congreso del CIAM, 

“Conscientes de las perturbaciones profundas aportadas a la estructura social por el maquinismo, la trasformación del orden económico y de la vida social implica una trasformación del fenómeno arquitectónico.”.
Sigfried Giedion, Declaración del I Congreso CIAM celebrado del 25 al 29 de
junio de 1928 en el Castillo de La Sarraz

A diferencia de la arquitectura nómada, la estructura del mundo mantiene su sedentarismo, pero los elementos que encontramos dentro de ella cada día se proyectan para cambiar a mayor velocidad: móvil de última generación, ropa de moda, comida rápida… son términos asentados en el inconsciente colectivo que nos inducen a realzar el valor del cambio y de la velocidad. Es positivo, dentro de este modo de concebir los tiempos de uso, que un valor en alza sea también la ecología, puesto que la reutilización de estas piezas obsoletas es el antídoto contra los vertederos. Existe una banalización imperante en muchos aspectos sociales con el dominio de lo efímero, de lo desechable. No somos solo tolerantes sino entusiastas con los empleos-basura, las empresas-basura, las tiendas-basura, los muebles-basura, las casas-basura, las familias-basura, los programas-basura y los libros-basura. Esta estrategia pasa por la eliminación de las cualidades de las cosas. En palabras de José Luis Pardo:

La única manera de mantener el tipo - y ésta es la genial idea de la que estamos hablando- es que las cosas carezcan originalmente de propiedades (es decir, que sean de antemano basura, sin que su conversión en basura derive del desgaste generado por el uso.
José Luis Pardo, Nunca fue tan hermosa la basura:p.85a.

¿Cómo implica tal dinámica a la arquitectura?¿Será la falta de caracterización (una arquitectura sin atributos) el camino para no dejar huella, tanto en su vida útil como cuando se derribe, se pierda, se desmonte? ¿Se acabó el sosiego de la materia jubilada? ¿Se acabaron las ruinas?

### Arquitectura de emergencia
Arquitectura que es efímera por su economía de recursos.Basada en las construcciones inmediatas, la premisa fundamental es la respuesta rápida exigida para su realización. Que vaya a perder su uso, a ser desmembrado o a cambiar de lugar, carece de interés. Lo importante es solucionar una necesidad concreta en un momento determinado, de la manera más sencilla. Puede estar relacionada con momentos de catástrofes naturales, como es el caso de la Paper House de Shigeru Ban (1995) para dotar de una casa temporal a varios damnificados del terremoto de Kobe; o con sectores sociales con pocos recursos a los que se les quiere dotar de mayor calidad de vida. Este último caso está más relacionado con la autoconstrucción como liberación de los vínculos del capitalismo, la construcción de una mayor solidaridad entre los hombres, una condición de vida en armonía con la naturaleza, y el sentimiento de ser artífices de un nuevo inicio. El Rural Studio de Alabama y la Ciudad abierta de Ritoque (Valparaíso) son ejemplos de este campo de experimentación arquitectónica.

## Principios
- Temporalidad

La vida, actualmente, es imprevisible. “Cada cual cambia de lugar cuando lo desea. La vida es un viaje sin fin a través de un mundo que se transforma con tanta rapidez que cada vez parece diferente”. La arquitectura efímera se entiende para dar respuesta a un acto concreto y puede ser desmontada después de haber dado respuesta a este. Siempre se puede volver al origen, a diferencia de las construcciones permanentes, en las que el lugar queda condicionado.
- Flexibilidad

El mundo cambia constantemente y cada vez a mayor velocidad. Este tipo de arquitectura se adapta rápido a las necesidades del lugar. Puede ser remodelada constantemente, al igual que las necesidades. La permeabilidad de esta arquitectura permite que pueda llegar a ser montada y desmontada por los propios usuarios. Actualmente cualquier país o ciudad es susceptible de encontrarse con diferentes situaciones de emergencia: situaciones derivadas de fenómenos meteorológicos extremos, de pandemias o momentos en los que intervienen factores de turbación de tipo político, militar o civil. En este sentido la arquitectura efímera tiene una importante labor por resolver para conseguir alojamientos y refugios provisionales para los damnificados de cualquier índole, mostrando su carácter más solidario.
- Innovación

Se trata de crear una arquitectura con soluciones innovadoras en términos de miniaturización, autoconstrucción y nuevos materiales. Se ha visto reflejada sobre todo en soluciones de emergencia ya sea por guerras o catástrofes naturales. Condiciones como ligereza, economía, rapidez y sencillez de montaje y desmontaje, almacenamiento, sostenibilidad, mínimo, colectivo, transportable, reutilizable, prefabricación..., requieren utilizar el aspecto más innovador de la investigación arquitectónica.
- Bajo coste

Concepto generalizado en los años 60 con las cadenas de comida rápida. En esta sociedad de consumo han aparecido, en todos los medios empresas "Low cost" de servicios, de comunicaciones, industriales, tecnológicas, automovilística e incluso aéreas. En la arquitectura efímera es uno de los conceptos prioritarios que permite y motiva rápidas operaciones para experimentar, investigar y proponer modelos y métodos constructivos que resultan más avanzados y visionarios que los que la arquitectura tradicional nos permite.
- Economía de recursos

Este tipo de arquitectura se adapta de manera económica a las necesidades del lugar. Tiene en cuenta lo existente, ya sea por materiales cercanos, o por tener en cuenta el entorno. La arquitectura no permanente no debe ser exenta de su entorno. El diseño estructural debe ser el más adecuado para optimizar recursos.
- Gestión de residuos

Hay muchos problemas económicos y sociales que hacen cambiar la manera de hacer las cosas. Hoy en día, muchos creen que la arquitectura debe optimizar recursos y ser de bajo coste. Se puede conseguir mediante el uso de materiales reciclados y reciclables, con construcciones reversibles. Una vez el edificio no haga falta los materiales se pueden devolver a la empresa o reutilizar para otra construcción, evitando escombros.
- Hazlo tú mismo

Autoconstrucciones reversibles donde los usuarios puedan decidir qué divisiones y conexiones quieren realizar según el uso que necesiten. Movimiento contracultural trasladable a cualquier ámbito de la vida cotidiana. Aunque también se asocia a movimientos anticapitalistas, al rechazar la idea de comprar siempre a otros cosas que uno puede crear o fabricar. A partir de los años 1950, la capacidad que tiene cada persona de construir su propia casa se pone a disposición de la sociedad, apoyada por la aparición de nuevos materiales como los plásticos, que se caracterizan por su ligereza y su facilidad de transporte, además de permitir simplificar las uniones de distintas partes. Cada persona es dueña de su propio ambiente, de su propio hábitat. Aparece la posibilidad de que el individuo se convierta en un nómada contemporáneo. Además, el propio usuario es el que decide si aquello funciona y debe permanecer o si ha finalizado su cometido.

## Autores principales

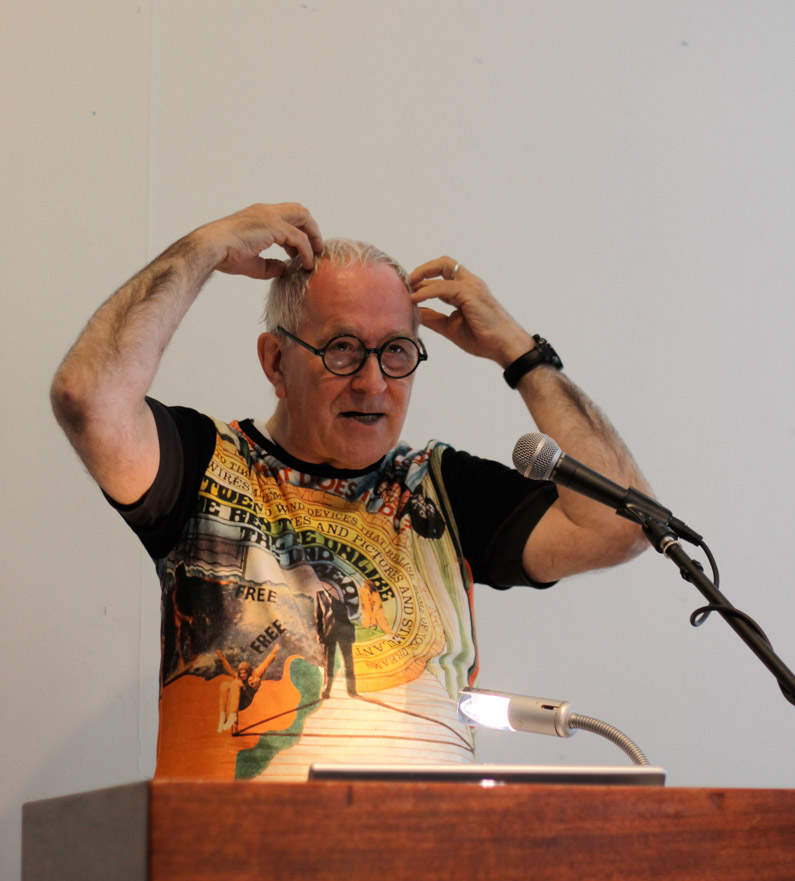
Peter Cook de Archigram, asociación de arquitectos

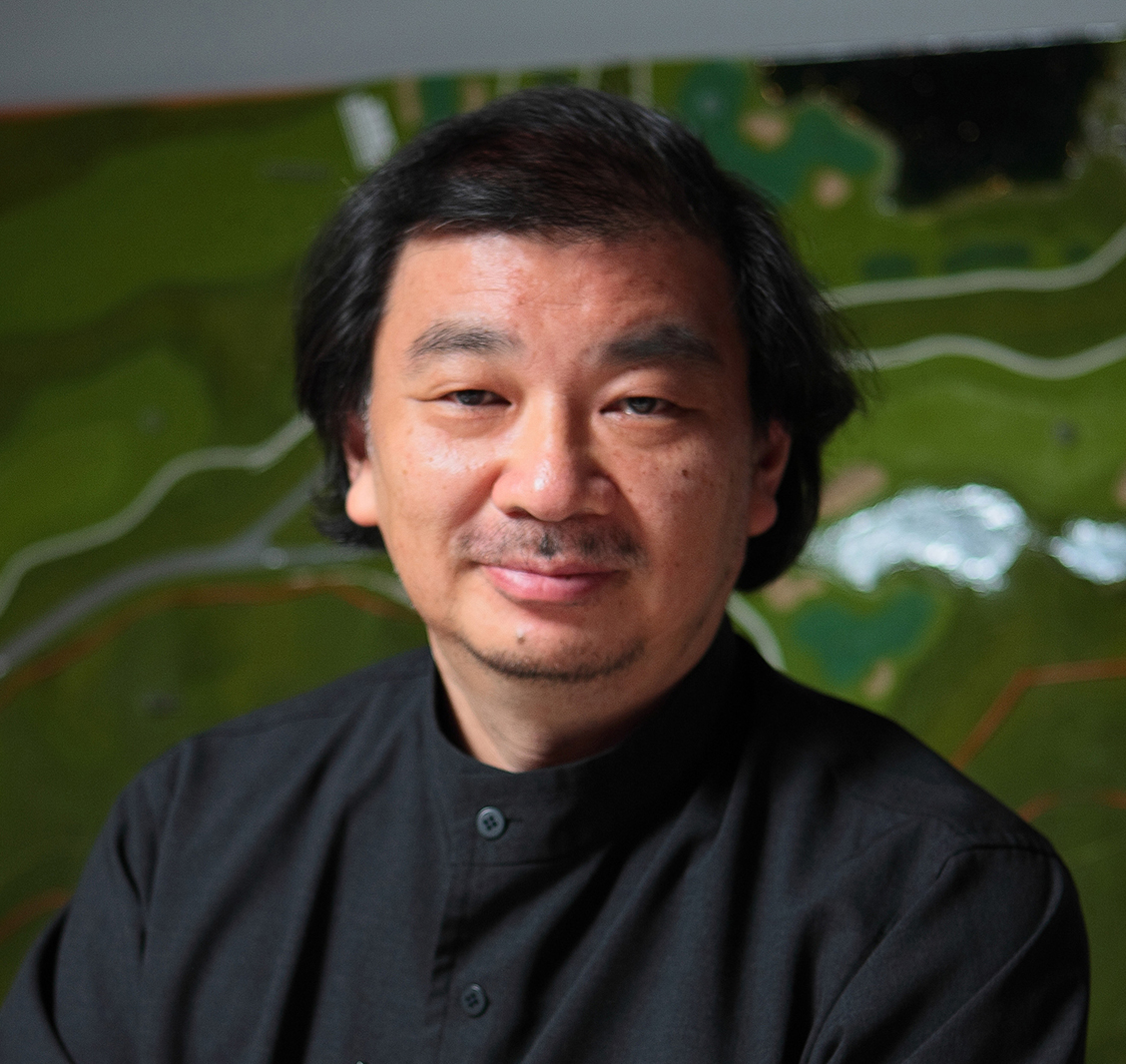
Centro Pompidou, Arquitecto Shigeru Ban

- AntFarm: A finales de los 60 en Estados Unidos surge un colectivo de arquitectos, filósofos, directores de cine y artistas que realizan numerosas performances, audiovisuales, colecciones de diapositivas como las Enviro-images, programas de televisión clandestinas como la Top Value Television, manuales de la arquitectura hinchable como el lnflatocookbook, manifiestos como el del Cowboy Nómada, o libros encuadernados como el Real©ity, todo ello con el objetivo de plantear nuevos entornos para una nueva forma de vida. Una propuesta con diferentes elementos móviles, hinchables, mecánicos y tecnológicos que producen los efectos necesarios para conseguir hacer habitable cualquier soporte con una arquitectura vital, alternativa, nómada, utópica y experimental, pues opina que "la sociedad ambigua de hoy fuerza patrones de vida estáticos".[11]

- Archigram: Fundado en 1962 por: Warrend Chalk, Peter Cook, Dennis Crompton, David Greene, Rom Herrom y Michael Webb, realizan una serie de propuestas tecnológicas, futuristas y utópicas que apuestan por una arquitectura efímera destinada a ser consumida como cualquier otro producto de la sociedad.[11]

- Future Systems: Afincado en Inglaterra y fundado por Jan Kaplicky y Aman da Levete proponen tres viviendas tecnológicas, móviles, transformables, autónomas, sostenibles por medio de la energía solar y eólica, en cápsulas, prefabricadas, y ligeras. Por un lado se podrían entender como una revisión y puesta al día de los aspectos fundamentales planteados desde Buckminster Fuller hasta la generación de los maestros de los 60 con los que Kaplicky y Levete se formaron, y por otro, como unos visionarios del mundo que está por venir a partir del siglo XXI.[11]

- Shigeru Ban: Logra desarrollar una arquitectura de emergencia desde la responsabilidad social del arquitecto mediante la experimentación y los nuevos (viejos) materiales, el low cost, la dimensión temporal, el low tech, lo existente, el diseño estructural, la gestión de residuos, la pugna con la normativa, el compromiso, participación, flexibilidad y el rechazo por la arquitectura mediática. Las viviendas de Shigeru están diseñadas para poder ser remodeladas constantemente, igual que las necesidades. Son de fácil construcción, los mismos usuarios pueden hacerlo.[10]

- Santiago Cirugeda: Es uno de los arquitectos más innovadores de la escena urbana española. Sus propuestas sobre temas de ocupación y resistencia le han dado reconocimiento internacional en el campo de la “arquitectura de guerrilla”. Con su proyecto Recetas Urbanas, se dedica a prestar asesoría jurídica. Hace proyectos que reflejan la idea de arquitectura efímera, éstos tienen en cuenta las necesidades del individuo, la zona donde se encuentre y las circunstancias del momento. Define un proyecto económico, que se adapta a la demanda y que incluso puede ser autoconstruido. Cree en la arquitectura no permanente, por ello muchos de sus proyectos pueden ser desmontados una vez pierda la utilidad para la que se creó. En el documental Spanish dream Cirugeda nos explica su manera de entender la arquitectura “«no tengo ningún interés en hacer arquitectura que dure 300 años, sino hacer una arquitectura que sirva a estados temporales porque hay situaciones en la ciudad que se desarrollan por gente que puntualmente, durante años, va a trabajar allí o va a vivir allí».[14]

## Obras destacables

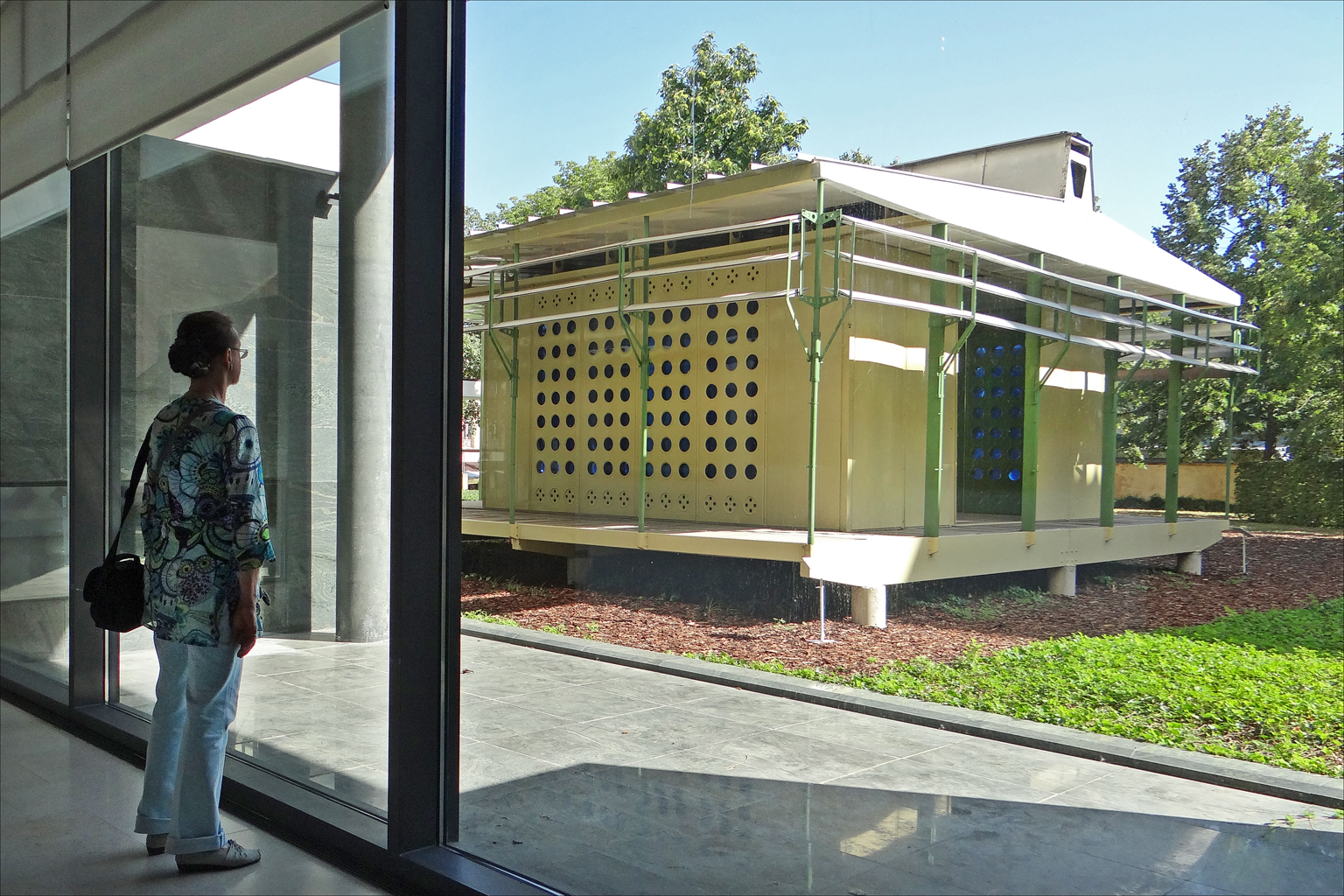
Las Casas Tropicales de Jean Prouvé representan la culminación de sus estudios sobre “maisons á portiques”, casas de fácil montaje y desmontaje que se podían fabricar masivamente y de forma económica

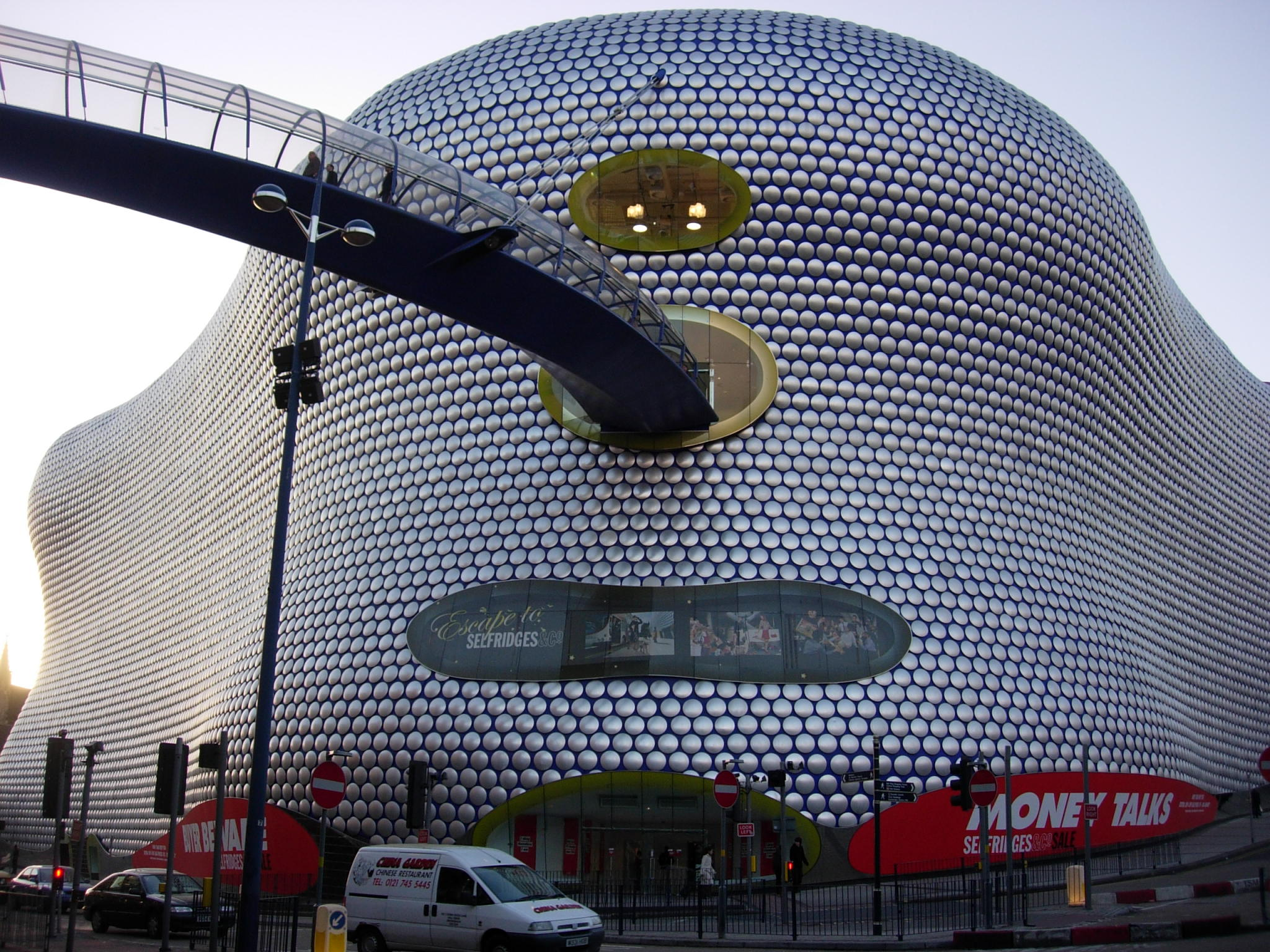
Exterior de Birmingham Selfridges, de Future Systems

- Endless House. Frederick John Kiesler, 1924

Durante más de 30 años, el arquitecto vienés F. J. Kiessler, investiga, especula y experimenta en una arquitectura indeterminada, transformable, autoconstrida, autoportante, versátil, infinita, mutable y ergonómica. El proyecto Endless House, donde el autor explora sobre las posibilidades arquitectónicas de espacios en desarrollo infinito, capaces de adaptarse a las condiciones variables del entorno, nunca constantes, siempre en evolución, de configuración biomórfica. La arquitectura "Infinita como el ser humano, sin principio ni fin".
- Casa desmontable para playa. GATCPAC, 1932

Un tipo de vivienda de madera, mínima, autoconstruida y desmontable para el periodo vacacional en Cataluña. El conjunto de la casa debe ser ante todo manejable: volumen, peso, superficie y coste reducido. La casa puede ser ampliable y se suministra con el mobiliario indispensable. Se pretende que se viva en armonía con el paisaje y la naturaleza sin dañar el entorno natural.
- Maisons a Portiques. Charlotte Perriand y Le Corbusier, 1945

Junto con Jean Prouvé, diseñaron y produjeron 400 pabellones desmontables como alojamientos provisionales para los siniestrados tras la liberación de Francia durante la Segunda Guerra Mundial conocidos como Maisons a Portiques. Ningún elemento debía sobrepasar los 100 kilos ni medir más de 4 metros para responder a la idea de montaje rápido y sencillo, sin ayudas técnicas, que pudieran ser transportadas de una vez en un camión. Las juntas y conexiones tenían que estar libres de tensión, incluso en el caso de una deformación técnica; las fachadas debían estar integradas por elementos intercambiables.
- Village en cartón. Guy Rottier, 1960

PPropone arquitecturas nuevas e inéditas, correspondientes a otra manera de vivir, aparejadas con los materiales nuevos que comenzaban a invadir el mercado de la construcción. Sus propuestas tratan de la arquitectura de camuflaje, evolutiva, solar, efímera, de vacaciones, de rrecuperación... En su Village en cartón propone un pueblo de vacaciones en células de cartón sin puertas ni ventanas. Todo el espacio es público y no ofrece "confort". Los techos, serán generados por los usuarios con el objetivo de que los veraneantes estén activos, se rrelacionen y se comuniquen con los demás. Las casas serían quemadas al final de las vacaciones.
- Plug in city. Archigram,: 1962-1966

Una megaestructura que no poseía construcciones, tan solo una armazón de gran tamaño en la cual podían encajarse cápsulas de viviendas o de servicios en forma de celda o componentes estandarizados. Cada elemento tenía una durabilidad; la estructura tubular base 40 años, en las cápsulas varía según su programa, desde los 6 meses de tiempo para un local comercial, hasta los 5-8 años para los dormitorios y salones. En lo alto un globo inflable se activa con el mal tiempo.
- Living Pod. David Greene, Archigram, 1966

Es un hábitat-cápsula que puede ser insertada en el interior de una estructura urbana denominada plug-in, o puede ser transportada y posarse sobre cualquier paisaje natural. Una arquitectura híbrida, hermética, pequeña, confortable y tecnológica, constituida por el espacio en sí y por las máquinas conectadas a ella; "La casa es un aparato a transportar consigo mismo, la ciudad es una máquina a la cual te conectas".[cita requerida] Aunque comparable a una cápsula la Living Pood no posee autonomía por ello en 1969 propone el Logplug - Rockplug. Simulaciones reales de troncos y rocas que sirven para ocultar puntos de servicio para los contenedores de vida semi-autónomos. Pasan desapercibidos, perfectamente adaptados al paisaje y aportan a cualquier ambiente un alto grado de apoyo tecnológico sin menoscabo de la belleza natural.
- Peanut. Future Systems, 1984

Refugio rural que se monta sobre un brazo hidráulico articulado estándar. La unidad es para dos personas, se puede mover en el aire, la tierra y el agua según el fin, la actividad o la hora. Es una respuesta cinética a la vida, permitiendo que los habitantes controlen el aspecto o la orientación de la cápsula según el humor, la actividad y hora, quedando atrás el punto de vista fijo de las viviendas estáticas.
- Pao 1 & 2 de las muchachas nómadas de Tokio. Toyo Ito, 1989

Es un proyecto de mediados de los años ochenta, un concepto de casa desperdigada por toda la ciudad, donde la vida pasa mientras utiliza los fragmentos del espacio de la ciudad en forma de collage. Para ella el salón es el café-bar y el teatro, el comedor es el restaurante, el armario es la boutique, y el jardín es el club deportivo.
- Casa Básica. Martín Ruiz de Azúa, 1999

Propuesta que pretende demostrar que el hábitat puede ser entendido de una manera más esencial y razonable, guardando una relación más directa con el entorno. Volumen casi inmaterial que se hincha a partir del calor de nuestro propio cuerpo o del sol, tan versátil que protege del frío y del calor, tan ligero que flota.
- Pink Project. Graph Architects, 2008

Producida por la Fundación Make it Right. Se ideó como una herramienta informativa-conmemorativa para crear una concienciación y activar la participación individual, que permitiera paliar las necesidades de los afectados por el huracán Katrina en Nueva Orleans. Miles de personas quedaron desprotegidas y desamparadas, y el objetivo era conseguir fondos para la reconstrucción de las viviendas arrasadas. Ante el fuerte potencial visual y metafórico que tendría el instalar en la zona devastada un poblado de "casas" de color rosa, Pink fue la ciudad virtual de la esperanza, un híbrido entre arte, arquitectura, cine, medios de comunicación y estrategias para recaudar fondos.
- Paper Log House. Shigeru Ban, 1955

Para los damnificados del terremoto de Kobe. Estas viviendas de emergencia han sido construidas en dos ocasiones más, en Turquía en el año 2000 e India en el 2001. Autoconstruidas con una máxima economía de medios, usan cajas de refrescos llenas de arena como cimentación, y paredes construidas con tubos de cartón con capacidad aislante y resistentes a la lluvia una vez protegidos con una imprimación de parafina. La cubierta de lona, sujeta a una cercha igualmente de cartón, se puede retirar y separarse en verano para permitir la ventilación. El coste material de una unidad de 52m2es inferior a 2.000 dólares, y el montaje está pensado para ser realizado por los propios damnificados y voluntarios. Las viviendas de emergencia tardaban en construirlas entre 6 y 10 horas.